# ASNARO
ASNARO（あすなろ、Advanced Satellite with New system Architecture for Observation、先進的宇宙システム）は、経済産業省、独立行政法人新エネルギー・産業技術総合開発機構（NEDO）、財団法人無人宇宙システム実験開発機構（USEF）と、その後継機関の一般財団法人宇宙システム開発利用推進機構（JSS）、NECが開発した小型地球観測衛星シリーズ。2014年に光学衛星のASNARO-1が、2018年にレーダー衛星のASNARO-2が打ち上げられた。

## 概要
ASNAROは、世界的な小型衛星の需要の高まりに対応するために開発されている人工衛星シリーズである。従来の地球観測衛星と比べて、寿命、観測幅、機能を限定することで、小型、軽量、低コスト、高分解能を両立させていることに特徴があり、最先端技術により従来の重量1～2トン級の地球観測衛星と較べて10分の1の開発製造費と2分の1の製作期間で同等の分解能を実現することを目標に開発された。
近年、新興国を中心として低コストで高性能な地球観測衛星の需要が高まっており、日本政府は自国で衛星の開発を行えない国に向けて、衛星の製造から打ち上げ、人材育成までをパッケージとして売り込んでいる。
こうした中、2007年に経済産業省・独立行政法人新エネルギー・産業技術総合開発機構（NEDO）は、海外輸出が出来る経済的に競争力のある人工衛星を開発することを目指して、メーカーなどから聞き取り調査を行い、安価・短期間で開発・製造できる、光学センサー分解能50cm以下・衛星重量約500kg・軌道高度500〜700 km・衛星構成要素の共通化という衛星の基本仕様を導き出した。2008年にはNEDOの事業としてASNARO計画が開始され、NECが開発と製造を請け負う主契約者として選定された。2010年からASNARO事業はNEDOを所管する経済産業省に移管され、NEDOと同じく経産省が所管するUSEFが、NECを管理・監督して開発を進める体制が整った。また地上運用系の開発と運用はパスコが選定された。
ASNAROの研究段階においてはJAXA（ISAS）の小型科学衛星「SPRINT」シリーズと共同で研究が行われており、この結果、両者共にNEC製の小型標準バス「NEXTAR」が採用されている。
ASNAROシリーズには400kg級の光学衛星と500kg級のレーダー衛星、途上国向けの入門機としての位置付けの100kg～200kg級の超小型光学衛星（SERVIS-3を参照）がラインアップされており、高度500km程度の低軌道を周回して地表を高分解能で観測することができる。光学衛星とレーダー衛星のセットでの運用は、情報収集衛星やだいちシリーズと同様である。
ASNARO-1は2014年11月6日にドニエプルでロシア国内のヤースヌイ宇宙基地から相乗りの東京大学と次世代宇宙システム技術研究組合のほどよし1号機、東京工業大学と東京理科大学のTSUBAME、九州大学のQSAT-EOS、大同大学と名古屋大学のChubuSatと共に 打ち上げられたが、ASNARO-2以降はイプシロンロケットで打ち上げる。
ASNARO-2は2018年1月18日にイプシロンロケット3号機で打ち上げられた。

## LOTUSat

### LOTUSat-1
日本電気（NEC）はベトナム向けの地球観測衛星として、ASNARO-2と同型のSAR衛星LOTUSat-1（ロータスサット・ワン）を受注した。NECとして初めての海外輸出事例となる。ベトナム科学技術研究所 ベトナム国家宇宙センター（VNSC）が運用する予定で、ハノイ市ホアラック宇宙センターに地上システムを新設整備する。契約には日本の政府開発援助（ODA）基金が活用され、衛星の開発・製造・打ち上げ、地上システムの整備・現地人材の育成などが含まれ、契約金額は合計約200億円。名称のLOTUS（蓮）はベトナムの国花である。
JAXAの新型固体燃焼ロケットとなるイプシロンSの実証機で打ち上げる計画だが、燃焼試験中の爆発事故などでロケットの開発が遅れており、打ち上げの見通しが立っていない。

### LOTUSat-2
2号機となるLOTUSat-2は構想段階・受注活動中である。

## 衛星一覧
| 打ち上げ日      | 名称      | 種類     | 打ち上げ機       | 説明 |
| --------------- | --------- | -------- | ---------------- | --- |
| 2014年11月6日   | ASNARO-1  | 光学     | ドニエプル       | 重量450kg、設計寿命3年、分解能50cm以下、観測幅10km。2008年（平成20年）度に開発開始。開発費は約50億円。主鏡にはNEC東芝スペースシステムと東芝が共同開発した、従来のガラスより軽量・高強度・低熱歪みを達成した高強度反応焼結炭化ケイ素（NTSIC:New-Technology Silicon Carbide）を使用し、撮影された画像は従来のSDRAMではなく120GBのフラッシュメモリに保存され、新たな16QAM方式1系統で従来の大型衛星と同じ800Mbpsで地上にデータを伝送する。2014年12月26日に経済産業省の公式サイトにおいて、11月14日と15日に撮影した東京、京都、西之島のサンプル画像が初めて公開された。 |
| 2018年1月18日   | ASNARO-2  | レーダー | イプシロン 3号機 | 重量570kg、設計寿命5年、三菱電機製のXバンドレーダーを搭載。2010年（平成22年）度に開発開始。1基の価格は約80億～90億円。スポットライトモードでは分解能1m以下・観測幅10km以上、ストリップマップモードでは分解能2m以下・観測幅12km以上、スキャンSARモードでは分解能16m以下・観測幅50km以上の性能で地表を観測できる。 |
| 2025年2月(計画) | LOTUSat-1 | レーダー | イプシロンS      | ASNARO-2の同型機。日本政府がベトナム政府に対してODA（円借款）を行い供与。LOTUSat-1の受注額は190億円。 |
| 構想段階        | LOTUSat-2 | レーダー | イプシロンS      | ASNARO-2の同型機。日本政府がベトナム政府に対してODA（円借款）を行い供与。NECが受注活動中。 |